# Karin Jirström

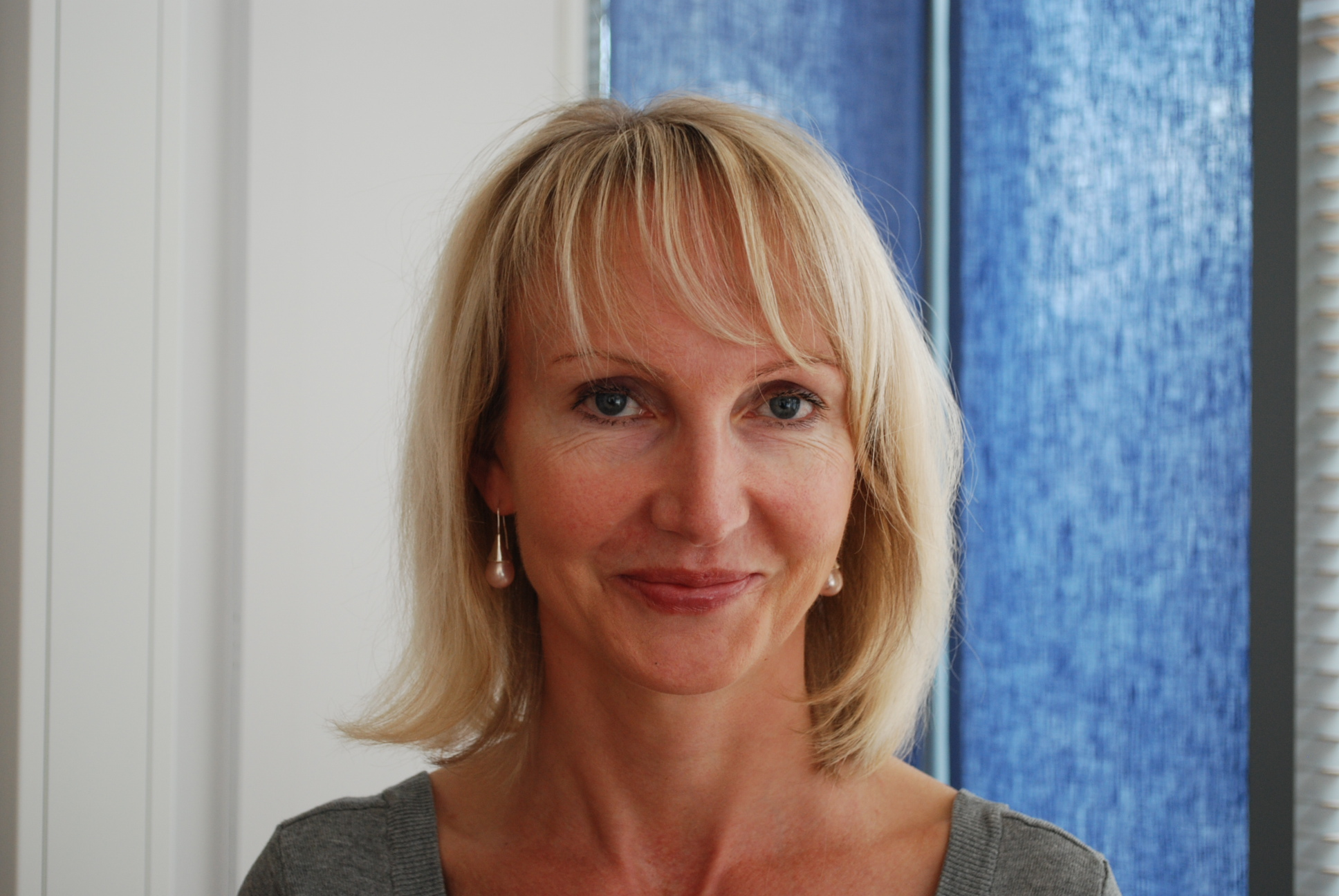
Karin Jirström

Karin Jirström, född 10 mars 1965, är en svensk professor i patologi vid Lunds universitet. 
Jirström har ägnat en stor del av sin forskningsaktiva karriär till att identifiera och validera så kallade biomarkörer, detta för att förbättra prognostiska modeller och att förutsäga behandlingssvar i flera stora cancertyper, såsom bröst-, kolorektal-, prostata-, urinblåse- och pankreascancer. Utöver det så har professor Jirström och hennes grupp studerat påverkan av genetiska, antropometriska och livsstilsrelaterade faktorer i förhållande till cancerutveckling. Efter att ha tilldelats ett stort forskningsanslag av Familjen Kamprads stiftelse så uttryckte hon själv sina förhoppningar och sin filosofi kring sin forskning till tidningen Sydsvenskan ”Förhoppningsvis kan vi förfina diagnostiken så att vi får fram bättre skräddarsydda behandlingar och förebyggande metoder. Det är viktigt att all forskning kring cancer leder till patientnytta”  och till tidningen Expressen " Det här är något jag verkligen tror kommer att revolutionera behandlingen av cancerpatienter. Jag tror att vi inom tio år tack vare detta kommer att kunna bota några patienter med spridd cancer och att det här kommer att ge konkreta resultat." .
Utöver en stor mängd publicerade vetenskapliga artiklar, med drygt 200 publikationer i tidskrifter såsom Nature, British Journal of Cancer and Journal of Clinical Oncology , så har professor Jirström även ett stort pedagogiskt intresse och har utöver utbildning av läkarstudenter och läkare även handlett en mängd doktorander, både som bi- och huvudhandledare .
Tack vare av sin produktivitet och kvaliteten i hennes forskning har professor Jirström tilldelats anslag från Svenska Vetenskapsrådet, Cancerfonden, Kampradstiftelsen, Berta Kampradstiftelsen, Gunnar Nilssons Cancerstiftelse, med flera.